# Киосокуа (Айова)
Киосокуа (англ. Keosauqua) — город в США, административный центр округа Ван-Бьюрен штата Айова. Население — 936 человек (2020).

## География
Киосокуа расположена по координатам 40°44′05″ с. ш. 91°57′37″ з. д. (40.734640, -91.960305). По данным Бюро переписи населения США в 2010 году город имел площадь 4,07 км², из которых 3,75 км² — суша и 0,32 км² — водоёмы.

## Демография
| Год переписи | Нас. |  | %±     |
| ------------ | ---- |  | ------ |
| 1850         | 705  |  | —      |
| 1870         | 869  |  | 23,3%  |
| 1880         | 883  |  | 1,6%   |
| 1890         | 831  |  | −5,9%  |
| 1900         | 1117 |  | 34,4%  |
| 1910         | 1009 |  | −9,7%  |
| 1920         | 851  |  | −15,7% |
| 1930         | 855  |  | 0,5%   |
| 1940         | 1040 |  | 21,6%  |
| 1950         | 1101 |  | 5,9%   |
| 1960         | 1023 |  | −7,1%  |
| 1970         | 1018 |  | −0,5%  |
| 1980         | 1003 |  | −1,5%  |
| 1990         | 1020 |  | 1,7%   |
| 2000         | 1066 |  | 4,5%   |
| 2010         | 1006 |  | −5,6%  |
| 2020         | 936  |  | −7%    |

Согласно переписи 2010 года, в городе проживало 1006 человек в 459 домохозяйствах в составе 251 семьи. Плотность населения составляла 247 человек/км². Было 515 квартир (127/км²).
Расовый состав населения:
| - 97,6 % — белых - 0,9 % — азиатов - 0,4 % — чёрных или афроамериканцев |

К двум или более расам принадлежало 1,0 %. Доля испаноязычных составляла 1,1 % всего населения.
По возрастному диапазону население распределялось следующим образом: 17,5 % — лица младше 18 лет, 53,7 % — лица в возрасте 18-64 лет, 28,8 % — лица в возрасте 65 лет и старше. Медиана возраста жителя составила 50,9 лет. На 100 человек женского пола в городе приходилось 88,4 мужчин; на 100 женщин в возрасте от 18 лет и старше — 82,8 мужчин также старше 18 лет.
Средний доход на одно домашнее хозяйство составил 57 559 долларов США (медиана — 42 788), а средний доход на одну семью — 74 712 доллара (медиана — 70 313). За чертой бедности находилось 15,2 % лиц, в том числе 27,0 % детей в возрасте до 18 лет и 10,4 % лиц в возрасте 65 лет и старше.
Гражданское трудоустроенное население составляло 436 человек. Основные области занятости: образование, здравоохранение и социальная помощь — 29,4 %, производство — 21,1 %, финансы, страхование и недвижимость — 17,0 %.